# Иванов, Александр Георгиевич
Алекса́ндр Гео́ргиевич Ивано́в (род. 10 ноября 1961, Горький) — советский и российский волейболист, игрок сборной СССР (1984—1985). Чемпион Европы 1985. Центральный блокирующий. Мастер спорта международного класса (1985).

## Биография
Выступал за команды: 
- 1980—1989 —  «Динамо» (Московская область);
- 1989—1990 —  «Искра» (Одинцово);
- 1990—1991 —  «Спортинг» (Лиссабон);
- 1992—1994 —  «Хапоэль» (Бат-Ям);
- 1992—1993 —  «Динамо» (Московская область);
- 1996—1998 —  «Азот» (Черкассы);
- 1999—2004 —  «Динамо-УВО» (Нижний Новгород).

4-кратный серебряный (1984, 1985, 1988, 1989) и двукратный бронзовый (1983, 1986) призёр чемпионатов СССР, двукратный бронзовый призёр чемпионатов России (1992, 1993), победитель розыгрыша Кубка обладателей кубков ЕКВ 1985. Чемпион Португалии 1991, чемпион Израиля 1994.
Чемпион мира среди молодёжных команд 1981.
В сборной СССР выступал в 1984—1985 годах. В её составе: серебряный призёр Кубка мира 1985, чемпион Европы 1985, победитель волейбольного турнира «Дружба-84».
После окончания игровой карьеры работал тренером.